# Knights of the Clock
The Cloistered Order of Conclaved Knights of Sophisticracy («La orden enclaustrada de los caballeros del cónclave de la sofisticracia»), más comúnmente conocidos como Knights of the Clock («Caballeros del reloj»), fue un club social homófilo interracial basado en Los Ángeles (California). Los Knights fueron fundados por Merton Bird, un hombre afroamericano, y W. Dorr Legg, su amante blanco. Las fuentes difieren sobre la fecha de la fundación de la organización; varios citan el año 1949, 1950, y 1951. Independientemente de la fecha exacta de fundación, los Knights fueron una de las primeras organizaciones gays de los Estados Unidos, siendo anteriores sólo la Society for Human Rights (fundada en 1924), los Veterans Benevolent Association (fundada en 1945) y posiblemente la Mattachine Society (fundada en 1950).
Los Knights formaban principalmente un club social, incluyendo a personas de ambos sexos y miembros de las familias de parejas. También trataron de ayudar en los problemas sociales que afectaban a parejas interraciales, incluyendo la asesoría laboral y la búsqueda de vivienda integrada para parejas homosexuales. Para ese fin, los Knights discutieron en numerosas ocasiones la posibilidad de establecer comunas, aunque ninguna comuna fue establecida finalmente.
Aunque las actividades sociales atraían regularmente hasta 200 participantes, el núcleo siempre se mantuvo numéricamente reducido y finalmente se desbandó hacia mediados de la década de 1950. Varios de sus miembros, incluyendo Bird y Legg, pasaron a formar parte de ONE, Inc., otra organización homófila. El sociólogo Laud Humphreys cita a los Knights como un ejemplo de la habilidad de la gente de diferentes razas de saltar las barreras raciales a través del nexo de unión que representa la identidad sexual.